# Svend Foyn

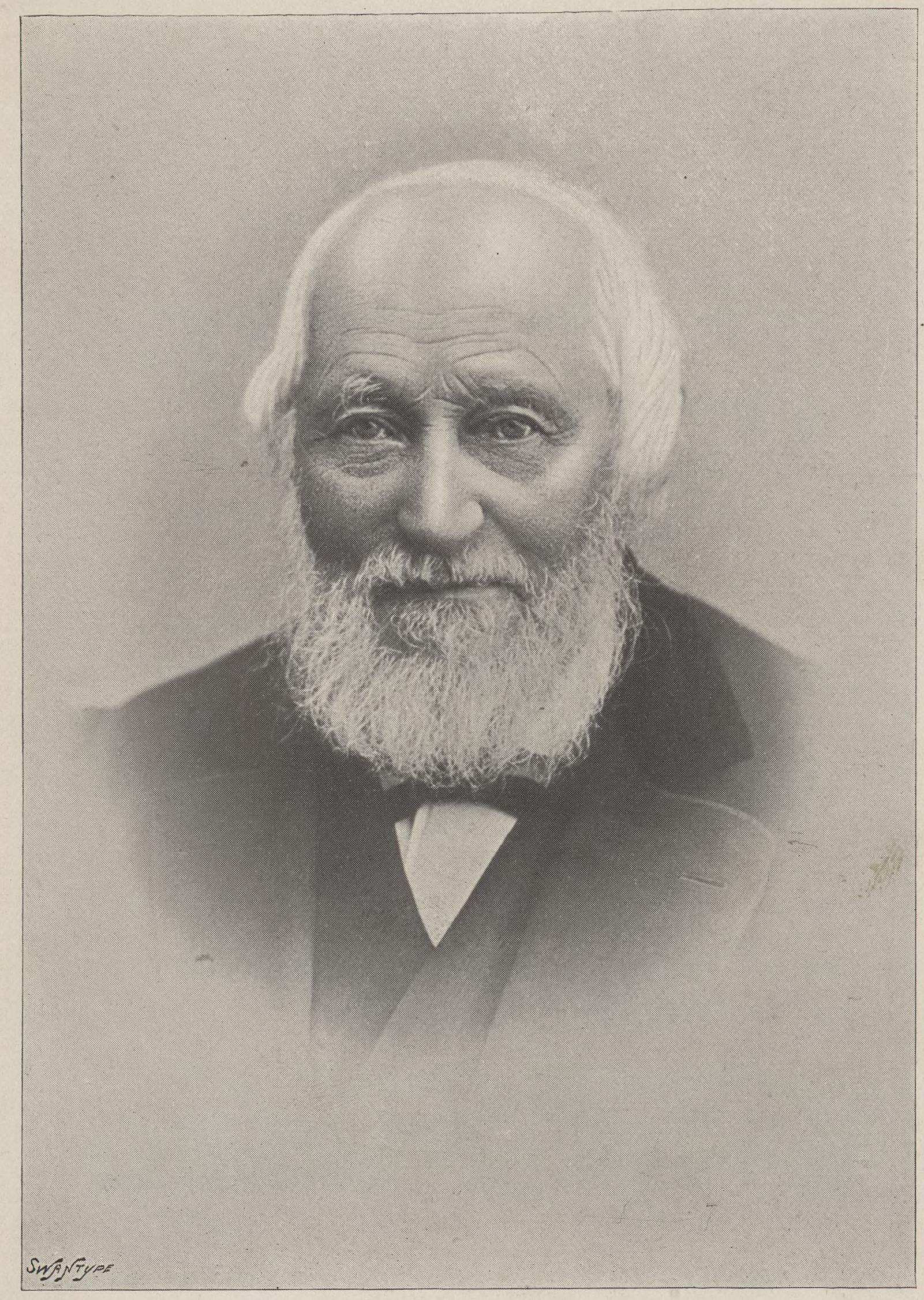
Svend Foyn (1809–1894)

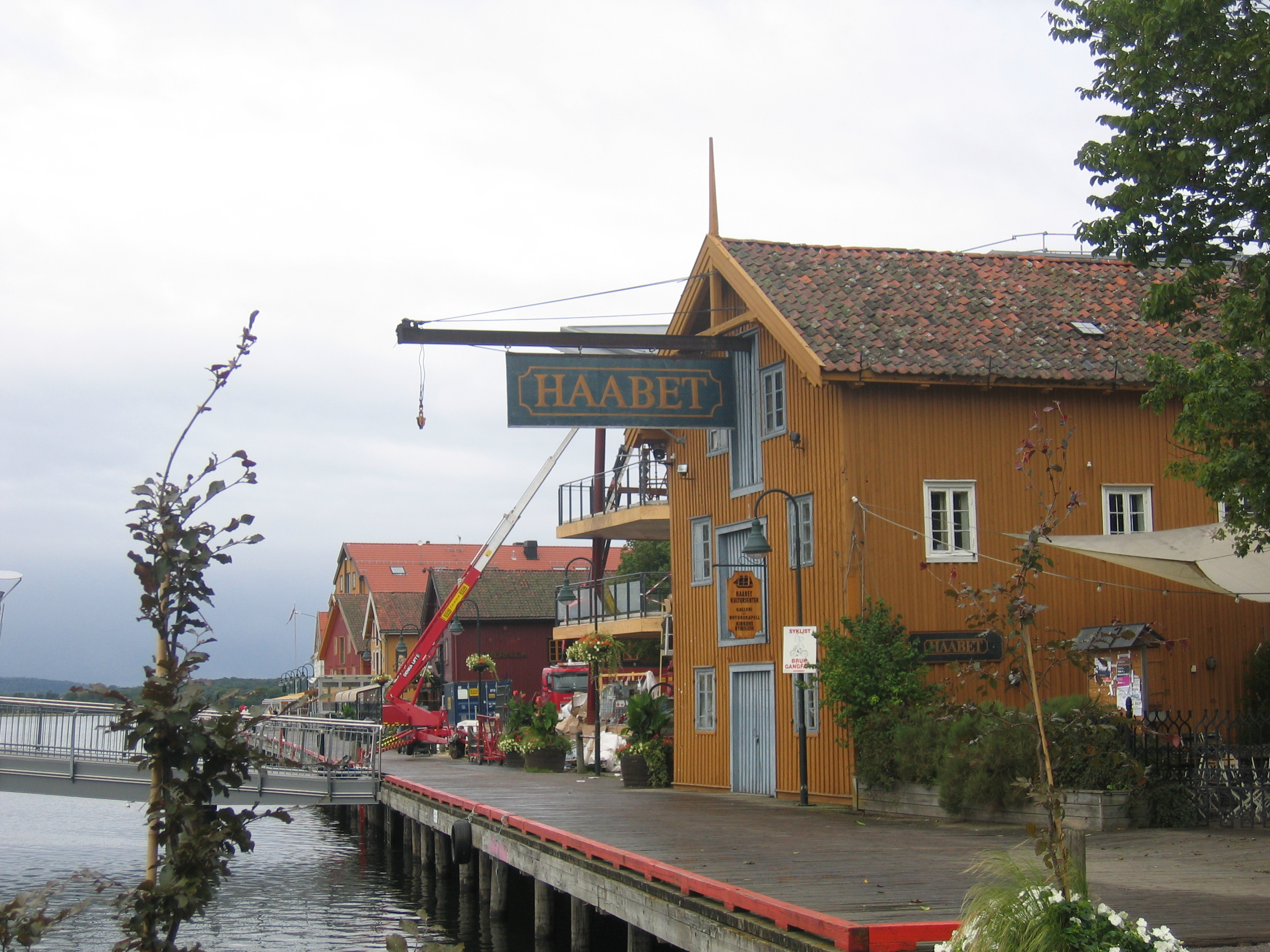
Svend Foyns Geburtshaus (Foynegården) in Tønsberg, Norwegen

Svend Foyn (* 9. Juli 1809 in  Tønsberg, Norwegen; † 29. November 1894 in Nøtterøy, Norwegen) war ein norwegischer Walfang- und Schiffsmagnat. Er war ein Pionier für neue Methoden der Waljagd und -verarbeitung und führte unter anderem die moderne Harpunenkanone ein. Ihm zu Ehren sind die zu Spitzbergen gehörende Insel Foynøya, der Svend-Foyn-Gletscher auf der Insel Jan Mayen, die Foyn-Insel vor der Küste des ostantarktischen Viktorialands, der Foyn Point, ein Kap an der Ostküste der Antarktischen Halbinsel, sowie die ebenfalls dort befindliche Foyn-Küste benannt.